# Национальная библиотека Мальты
Национальная библиотека Мальты (мальт. Bibljoteka Nazzjonali ta 'Malta, англ. National Library of Malta) — главная библиотека Мальты, расположена в столице страны городе Валлетта. Основана в 1776 году Эммануилом де Роган-Полдю (1725—1797), последний представитель младшей ветви французского баронского рода Роганов, предпоследний великий магистр независимого Мальтийского ордена (1775—1797).

## История
Коллекция национальной библиотеки Мальты была основана орденом госпитальеров в XVI веке. Древнейшие фонды происходят из библиотек крестоносцев, которые перешли к ордену по декрету Великого Магистра Клод де ла Сенгль 1555 года, по которому все книги, принадлежащие умершим членам Ордена Святого Иоанна, должны быть переданы в сокровищницу ордена.
В 1766 году фонды библиотеки пополнились уникальными изданиями, когда сюда были переданы частную библиотеку великого магистра Мальтийского ордена Жана Луи Герен де Тенсена (Jean Louis Guérin de Tencin), состоявшая из 9700 томов.
Во времена господства англичан, 4 июля 1812 года библиотека переехала в новое помещение (неоклассическое здание конца XVIII века в центре города, недалеко от Дворца гроссмейстера).
С 1925 года введено правило обязательного экземпляра, что отправляться в библиотеку. С 1976 года библиотека официально получила статус национальной.
Библиотека публикует национальную библиографию всех публикаций на Мальте The Malta National Bibliography — Bibljografija Nazzjonali ta 'Malta.